# Stenaria nigricans
Stenaria nigricans är en måreväxtart som först beskrevs av Jean-Baptiste de Lamarck, och fick sitt nu gällande namn av Edward Everett Terrell. Stenaria nigricans ingår i släktet Stenaria och familjen måreväxter.

## Underarter
Arten delas in i följande underarter:
- S. n. breviflora
- S. n. floridana
- S. n. gypsophila
- S. n. nigricans